# Ribaforada
Ribaforada ist eine Gemeinde (Municipio) in Navarra, Spanien, mit 3.701 Einwohnern (Stand: 2024), die mehrheitlich spanischsprachig sind.

## Geografische Lage
Ribaforada liegt im Süden der Region Navarra im Ebro-Tal auf einer Höhe von ca. 255 m. Die Ortschaft liegt etwa 115 Kilometer südlich von Pamplona und etwa 55 Kilometer nordwestlich von Saragossa. Durch die Gemeinde führt die Autovía A-68 und die Autopista AP-68. 

## Geschichte
1157 wurde hier eine Kommanderie des Tempelritterordens eingerichtet. Diese ging dann 1307/1308 auf den Johanniterorden über.

## Sehenswürdigkeiten
- Blasiuskirche (Iglesia de San Blas) aus dem 16. Jahrhundert
- Bartholomäuskirche (Iglesia de San Bartolomé)
- Marienkapelle

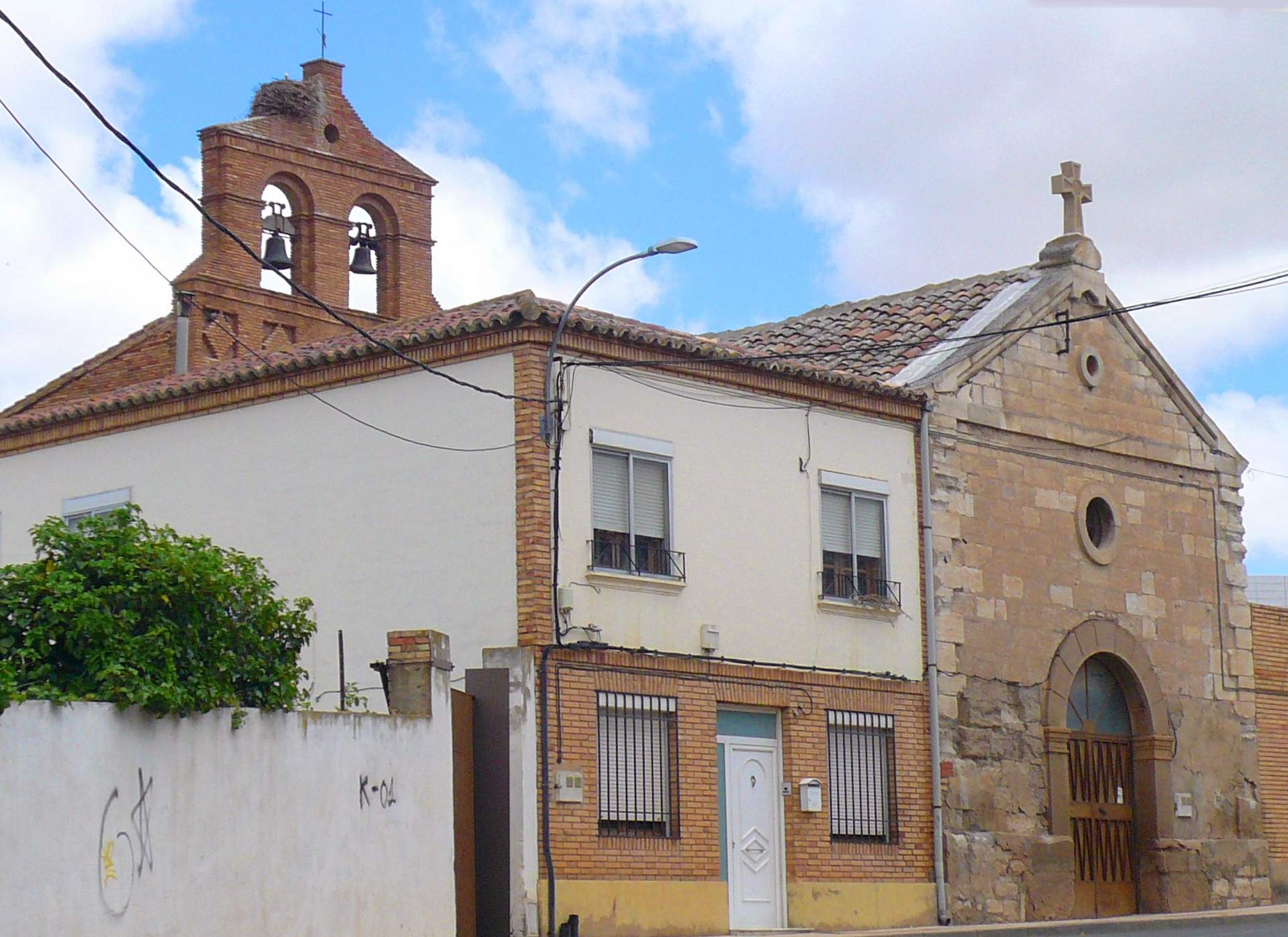
Blasiuskirche
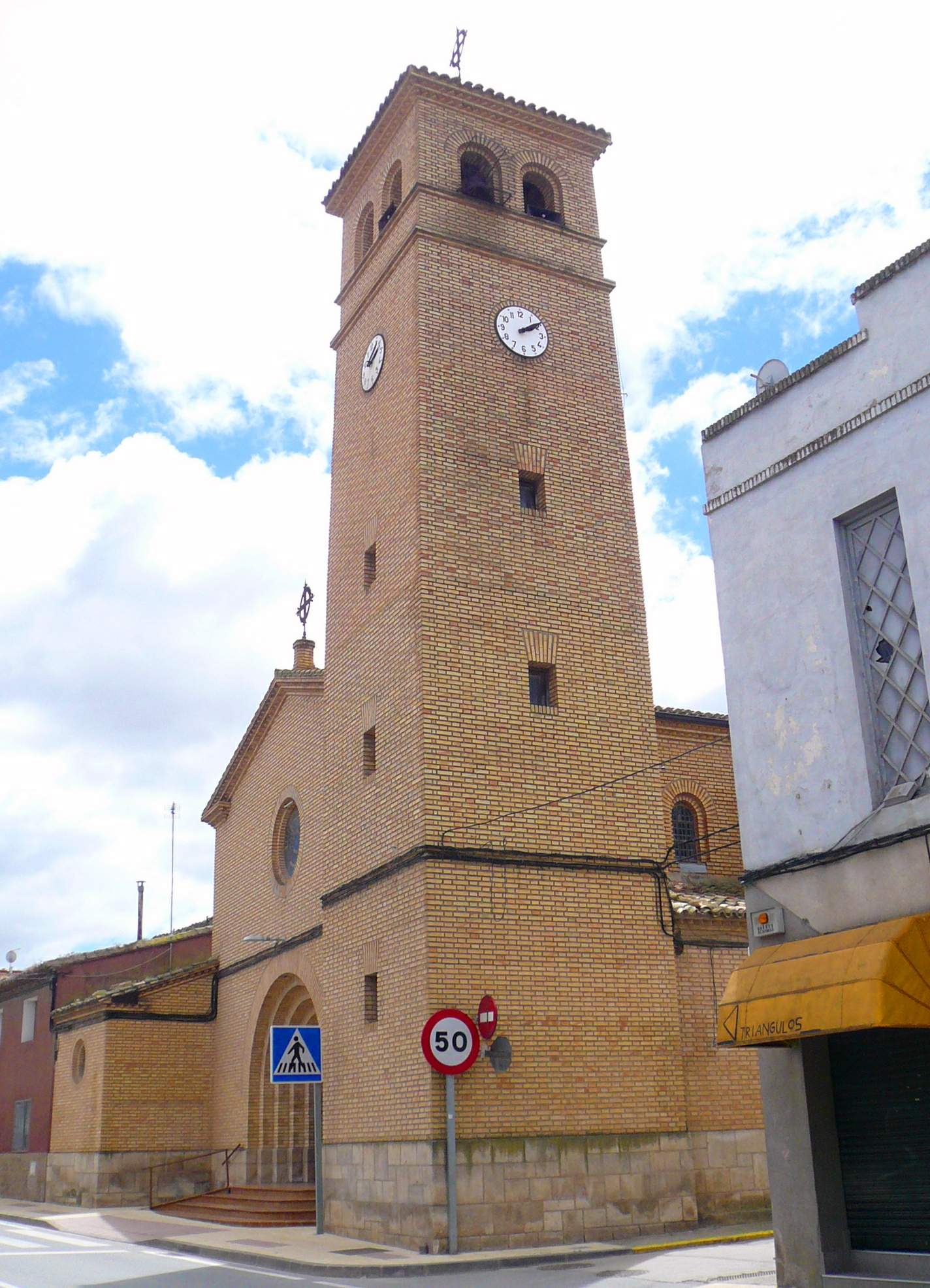
Bartholomäuskirche
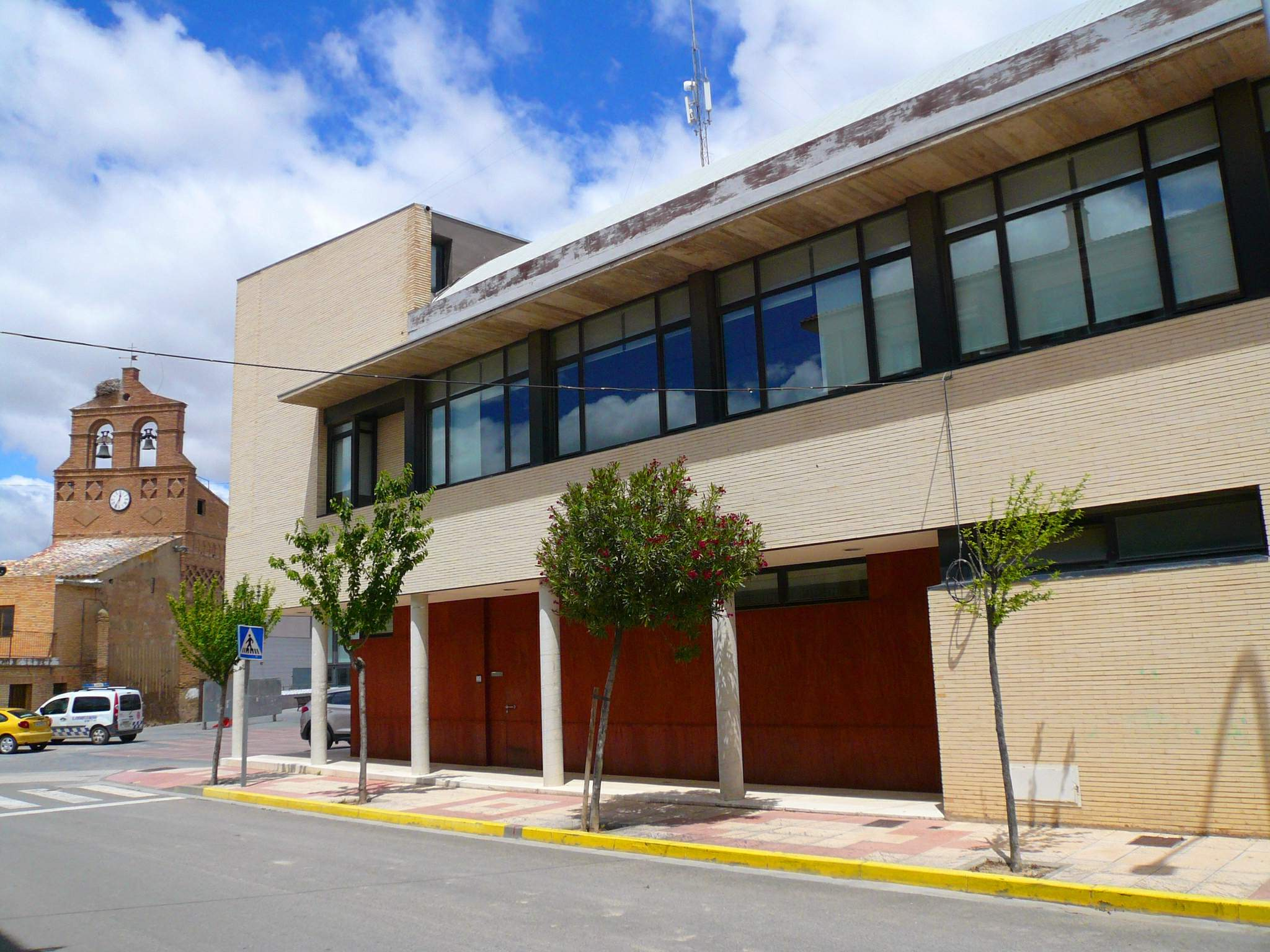
Rathaus

## Söhne und Töchter der Stadt
- José de Armendáriz (1670–1740), Markgraf von Castelfuerte, Vizekönig von Peru (1724–1736)